# Das junge Orchester NRW
Das junge Orchester NRW (djoNRW) bietet seit 1985 begabten Schülern, Studenten und jungen Berufstätigen die Möglichkeit zum Zusammenspiel in einer hochqualifizierten Orchesterbesetzung. Es wird von seinem Gründer, dem Universitätsmusikdirektor Ingo Ernst Reihl, dirigiert.

## Geschichte
Gegründet 1985, war es den Orchestermitgliedern von Anfang an wichtig, dass das junge Orchester NRW keinerlei Institution untersteht. Es fühlt sich zwar dem Rhein/Ruhrgebiet verbunden, nicht aber einer einzelnen Stadt. Es ist eine freie Gemeinschaft von Menschen, die der Wunsch verbindet, in vielfältiger Weise zu musizieren – Schüler, Laien- und Profimusiker gleichberechtigt nebeneinander. Das Bestreben, sich sowohl bekannten als auch selten gespielten Werken (vor allem denen des 20. und 21. Jahrhunderts) zu widmen, hat sich über die letzten Jahre bewährt. Die regelmäßige Zusammenarbeit mit dem Chor der Universität Witten/Herdecke sowie weiteren Chören in NRW und Solisten unterschiedlicher Nationen ermöglicht es dem jungen Orchester NRW nun schon seit vielen Jahren, sein Repertoire um große Oratorien beständig zu erweitern.
Vor allem das sinfonische Repertoire der Romantik und Spätromantik ist zum Markenzeichen des Orchesters geworden, so dass die großen Sinfonien von Gustav Mahler, Johannes Brahms, Antonín Dvořák, Anton Bruckner, Pjotr Tschaikowski, Dmitri Schostakowitsch und anderen in spannenden Kombinationen der Programmzusammenstellung neben selten gehörten Werken präsentiert werden.
Zahlreiche Solisten nutzten bereits mehrfach die Möglichkeit, mit dem jungen orchester NRW aufzutreten. Hierzu zählten in den letzten Jahren vor allem der Pianist Carl Wolf aus der Meisterklasse Krystian Zimermans, die Geigerinnen Annette Walther (Mitglied des Signum Quartetts), Pia Grutschus und Kathy Kang, Meisterschülerin an der Manhattan School of Music bei Pinchas Zukerman, sowie der israelisch-amerikanische Cellist Amit Peled.

## Herausragende Projekte

### 2008
In Zusammenarbeit mit dem Ensemble musikFabrik und den Duisburger Philharmonikern veranstaltete das djoNRW eine Akademie zur Uraufführung zweier Werke von Gerhard Stäbler und Kunsu Shim beim WDR-Musikfest, die einhellig von Publikum und Fachpresse gelobt wurden und landesweit in den Rundfunkmedien zu hören waren.
Im Bereich der Kinderkonzerte wurde nach dem großen Erfolg von „Der selbstsüchtige Riese“ von Stefan Heucke aus dem Jahr 2006 im Herbst 2010 das musikalische Märchen „Der Mistkäfer“ von Andreas N. Tarkmann in der Philharmonie Essen aufgeführt. Dem Konzert folgte im Februar 2012 eine weitere Kooperation im Rahmen eines Familienkonzerts unter dem Titel „1 A Klassik“, welches von Juri Tetzlaff moderiert wurde.

### 2011
Klangkörper der „1. KiS-Charity-Gala“ in Düsseldorf und der 6. „Hope-Gala“ im Schauspielhaus Dresden. Auch 2012 war das Orchester wieder bei der 7. „Hope-Gala“ in Dresden zu Gast.

### 2012
Im Sommer 2012 führte das djoNRW zusammen mit den Chören der Universität zu Köln, der Konzertgesellschaft Wuppertal und der Universität Witten/Herdecke Gustav Mahlers 2. Symphonie c-Moll „Auferstehungssymphonie“ mit vier Konzerten in der Philharmonie Essen, Olpe, Historischen Stadthalle Wuppertal und St. Ludgerus (Billerbeck) auf.
Auch 2012 war das Orchester wieder bei der 7. „Hope-Gala“ in Dresden zu Gast.

### 2014
2014 präsentierte das Orchester zwei große Projekte mit Werken von amerikanischen, russischen und deutschen Komponisten: Im Januar 2014 trat das junge orchester NRW wieder gemeinsam mit dem Pianisten Carl Wolf auf und führte das virtuose „Konzert für Klavier und Orchester F-Dur“ von George Gershwin auf. Umrahmt wurde das Konzert von Leonard Bernsteins mitreißender Ouvertüre zur Oper „Candide“ und der 5. Symphonie e-Moll von Peter I. Tschaikowsky. Die Aufführung der monumentalen „Alpensinfonie“ von Richard Strauss im Mai 2014 bedeutete einen Höhepunkt in der Geschichte des jungen orchesters NRW. Das Werk stellt mit seiner riesigen Besetzung höchste Ansprüche an das Orchester. Eingeleitet wurde das Konzert, passend zum Motto „Naturgewalten“, mit der „Nacht auf dem kahlen Berge“ von Modest Mussorgski und Sergei Rachmaninows symphonischer Dichtung „Die Toteninsel“.

### 2015 – 30 Jahre djoNRW
2015 feierte das junge orchester NRW sein 30. Orchesterjubiläum. Zum Auftakt des Jubiläumsjahres stand Gustav Mahlers 6. Symphonie auf dem Programm, bevor im Sommer, verbunden mit einem großen Chorprojekt, die Aufführungen der 9. Symphonie Ludwig van Beethovens die Höhepunkte des Jubiläumsjahres waren. Die beiden Jubiläumskonzerte standen unter der Schirmherrschaft der Ministerpräsidentin des Landes NRW, Hannelore Kraft.
Zum Ausklang des Jubiläums stand im Oktober 2015 „Ein Abend mit Brahms“ in der historischen Stadthalle Wuppertal auf dem Programm.

### yourstage.tv
YourStage – Orchestra ist eine interaktive Lernplattform zum Sinfonieorchester, die seit Anfang 2013 durch das ehrenamtliche Engagement mehrerer Absolventen verschiedener Hochschulen NRWs entwickelt wurde. Gemeinsam mit dem jungen orchester NRW entstand in einer Produktion in der Tonhalle Düsseldorf eine audiovisuelle Web-Applikation, die seit Anfang 2015 kostenlos unter yourstage.tv zur Verfügung steht und Jugendlichen die unterschiedlichen Instrumente und Positionen im Orchester in audiovisueller Weise vermittelt. Der besondere Blick in das Orchester – über zahlreiche Kameraperspektiven kann der Nutzer seine präferierte Musikerperspektive selbst auswählen – wird unterstützt durch 3D-Audioklang und individuelle Untertitel. In diesen Untertiteln vorkommende musikalische Fachbegriffe werden wiederum in einem Lexikon erläutert, das mit knapp 350 Fachbegriffen die Lernplattform abrundet. Camille Saint-Saëns’ Sinfonische Dichtung Danse Macabre ist die musikalische Grundlage der Web-Applikation YourStage – Orchestra.

### Kooperation mit der Creativen Kirche
2010 feierte das Orchester unter der Schirmherrschaft Fritz Pleitgens und der RUHR.2010 Kulturhauptstadt Europas sein 25-jähriges Bestehen. Neben großen Jubiläumskonzerten, unter anderem in der Philharmonie Essen, gestaltete das junge orchester NRW den Orchesterpart bei der Uraufführung des Pop-Oratoriums „Die 10 Gebote“ von Dieter Falk und Michael Kunze, gemeinsam mit mehr als 2500 Chorsängern, vielen Solisten und zwei ausverkauften Aufführungen in der Dortmunder Westfalenhalle. An diese Uraufführung schlossen sich weitere Aufführungen in ganz Deutschland an.
2015 war das junge Orchester NRW erneut Teil eines Pop-Oratoriums von Dieter Falk und Michael Kunze. Gemeinsam mit vielen Solisten und über 3000 Sängern und Sängerinnen in der Westfalenhalle Dortmund wurde 2017 das Stück „Luther“ erarbeitet. Zum 500-jährigen Jubiläum der Reformation wurde das Stück im Jahr 2017 auf einer deutschlandweiten Tournee weiter aufgeführt. 2018 wird das Stück Der Sommernachtstraum aufgeführt.[veraltet]

## Träger
Der Verein zur Förderung des jungen orchesters NRW e.V. engagiert sich seit 1989 für das junge orchester NRW. Mitglieder sind Musiker, Eltern und Ehemalige des jungen orchesters NRW sowie Freunde und Förderer. Zu den Aufgaben des Vereins gehört neben der finanziellen Unterstützung des Orchesters auch die aktive Hilfe bei der Durchführung von Konzerten. Das Engagement des Vereins zur Förderung des jungen orchesters NRW e.V. hat unmittelbaren Einfluss auf die Arbeit des jungen Orchesters NRW. So werden beispielsweise Probenphasen finanziell gefördert oder Instrumente und Zubehör angeschafft. Dabei setzt der Verein die ihm zur Verfügung stehenden Mittel umsichtig und nachhaltig ein.